# Campeonato Asiático de Atletismo de 2017 - 400 m com barreiras feminino
A prova dos 400 metros com barreiras feminino do Campeonato Asiático de Atletismo de 2017 foi disputada entre os dias 7 e 8 de julho de 2017 no Kalinga Stadium em Bhubaneswar, na Índia. 

## Recordes
Antes desta competição, os recordes mundiais e do campeonato nesta prova eram os seguintes:
|                       | Nome              | Nacionalidade | Tempo  | Local  | Data                   |
| --------------------- | ----------------- | ------------- | ------ | ------ | ---------------------- |
| Recorde mundial       | Yuliya Pechonkina | Rússia        | 52s 34 | Tula   | 8 de agosto de 2003    |
| Recorde do campeonato | Oluwakemi Adekoya | Bahrein       | 54s 31 | Wuhan  | 6 de junho de 2015     |
| Recorde asiático      | Han Qing          | China         | 53s 96 | Pequim | 26 de setembro de 1993 |

## Medalhistas
| Ouro                   | Prata              | Bronze            |
| Nguyễn Thị Huyền (VIE) | Raghavan Anu (IND) | Sayaka Aoki (JPN) |

## Resultados

### Bateria

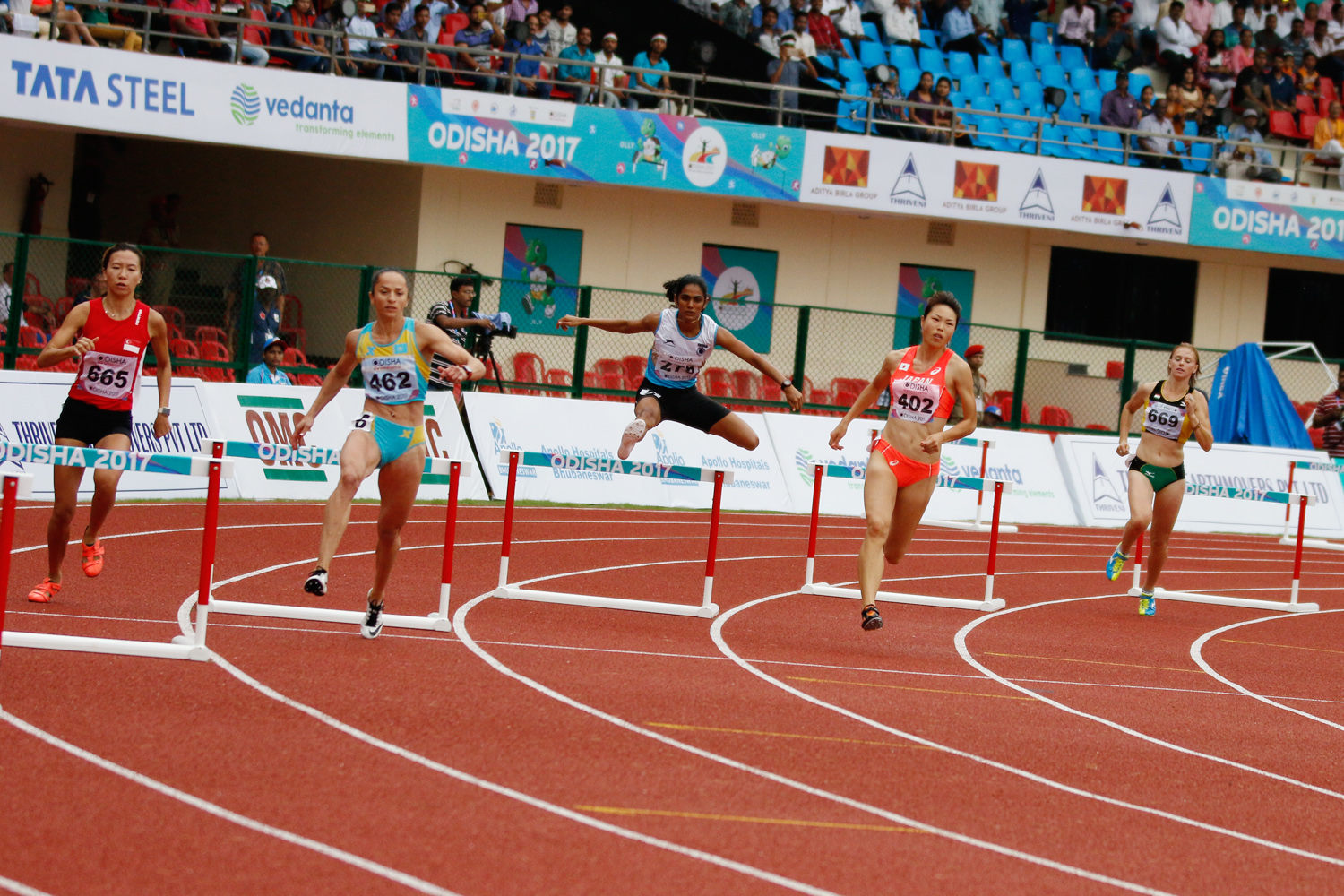
Bateria 1 em andamento

Qualificação: 2 atletas de cada bateria  (Q) mais os 2 melhores qualificados (q). 
| Posição | Bateria | Atleta              | Nacionalidade | Tempo   | Notas |
| ------- | ------- | ------------------- | ------------- | ------- | ----- |
| 1       | 2       | Nguyễn Thị Huyền    | Vietname      | 57.34   | Q     |
| 2       | 2       | Jauna Murmu         | Índia         | 57.96   | Q     |
| 3       | 1       | Manami Kira         | Japão         | 58.16   | Q     |
| 4       | 2       | Raghavan Anu        | Índia         | 58.26   | Q     |
| 5       | 1       | Merjen Ishangulyeva | Cazaquistão   | 58.68   | Q     |
| 6       | 2       | Sayaka Aoki         | Japão         | 59.39   | q     |
| 7       | 1       | M. Arpitha          | Índia         | 1:00.05 | Q     |
| 8       | 2       | Adelina Akhmetova   | Cazaquistão   | 1:01.34 | q     |
| 9       | 1       | Kristina Pronzhenko | Tajiquistão   | 1:01.80 |       |
| 10      | 1       | Jutamas Khonkham    | Tailândia     | 1:02.72 |       |
| 11      | 1       | Chui Ling Goh       | Singapura     | 1:02.90 |       |
| 12      | 2       | Nurul Faizah Asma   | Malásia       | 1:03.69 |       |

### Final

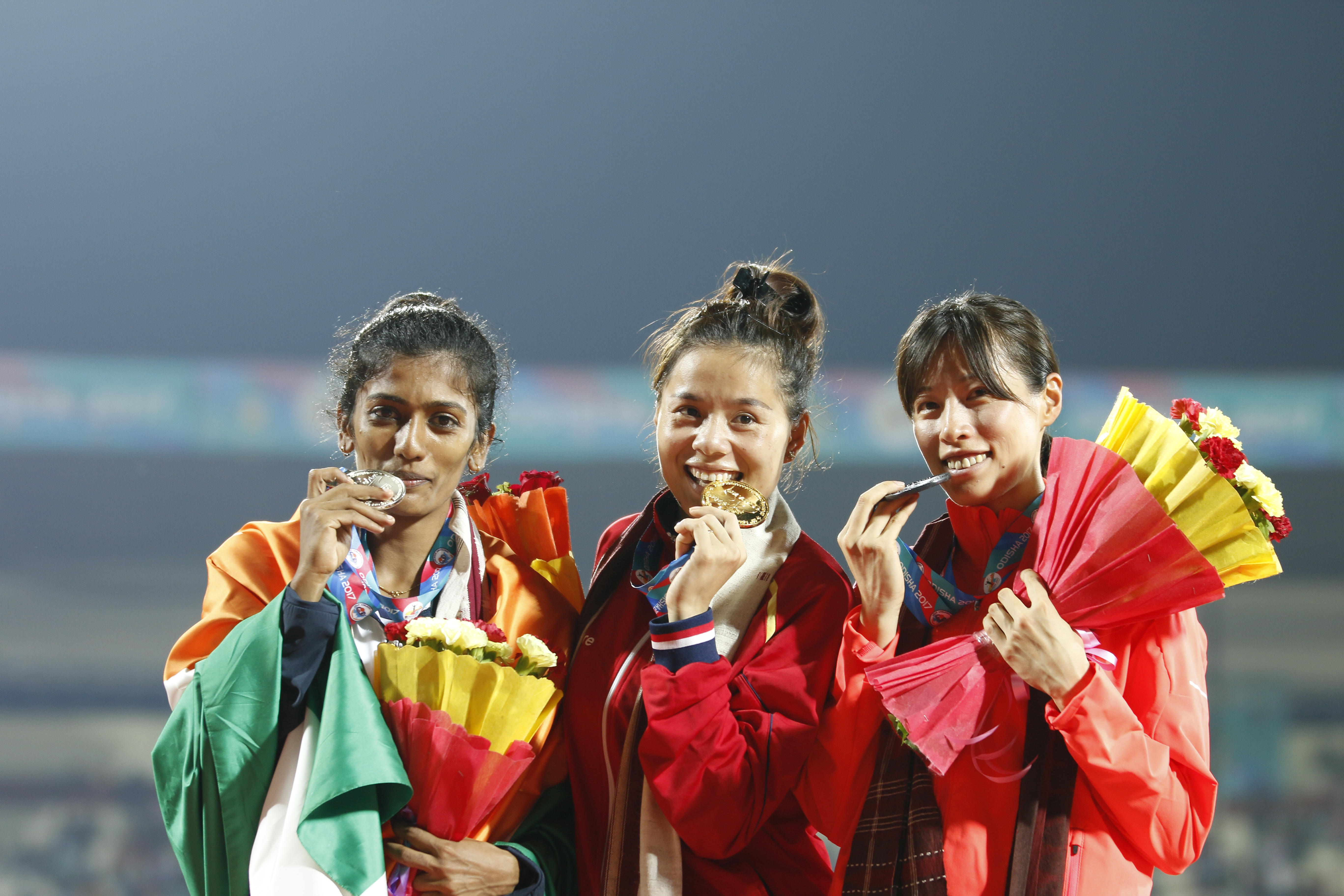
As medalhistas

| Posição           | Raia | Atleta              | Nacionalidade | Resultados | Notas |
| ----------------- | ---- | ------------------- | ------------- | ---------- | ----- |
| Medalha de ouro   | 3    | Nguyễn Thị Huyền    | Vietname      | 56.14      |       |
| Medalha de prata  | 7    | Raghavan Anu        | Índia         | 57.22      |       |
| Medalha de bronze | 2    | Sayaka Aoki         | Japão         | 58.18      |       |
| 4                 | 6    | Merjen Ishangulyeva | Cazaquistão   | 58.51      |       |
| 5                 | 4    | Manami Kira         | Japão         | 58.52      |       |
| 6                 | 5    | Jauna Murmu         | Índia         | 59.11      |       |
| 7                 | 8    | M. Arpitha          | Índia         | 59.78      |       |
| 8                 | 1    | Adelina Akhmetova   | Cazaquistão   | 1:01.60    |       |

Legenda
| Recorde mundial       | Recorde mundial (World record)               |                       | Recorde africano                      | Recorde africano (African) |                                           | Q | Classificado por posição (Qualified) |
| Recorde do campeonato | Recorde do campeonato (Championship record)  | Recorde da América    | Recorde da América (Americas)         | q                          | Classificado por melhor tempo (Qualified) |   |                                      |
| Melhor marca do ano   | Melhor marca do ano (World leading)          | Recorde asiático      | Recorde asiático (Asian)              | DNS                        | Não largou (Did not start)                |   |                                      |
| Recorde nacional      | Recorde nacional (National record)           | Recorde europeu       | Recorde europeu (European)            | DNF                        | Não terminou (Did not finish)             |   |                                      |
| Recorde pessoal       | Recorde pessoal do atleta (Personal best)    | Recorde da Oceania    | Recorde da Oceania (Oceania)          | DSQ / DQ                   | Desclassificado (Disqualified)            |   |                                      |
| Recorde da temporada  | Recorde da temporada do atleta (Season best) | Recorde sul-americano | Recorde sul-americano (South America) | NM                         | Sem marca (No mark)                       |   |                                      |